# Chetta Kokkaew
Chetta Kokkaew (thailändisch เชษฐา กกแก้ว, * 5. August 1991) ist ein thailändischer Fußballspieler.

## Karriere
Chetta Kokkaew spielte bis 2016 beim Udon Thani FC in Udon Thani. Der Verein spielte in der dritten Liga, der Regional League Division 2, in der North/Eastern Region. 2016 wurde er mit Udon Meister der Region. Nach dem Aufstieg verließ er Udon und schloss sich dem Erstligisten Sukhothai FC aus Sukhothai an. Hier stand er die Hinrunde unter Vertrag. Nach der Hinrunde wurde sein Vertrag nicht verlängert. Zur Rückserie 2018 nahm ihn der Kasetsart FC aus der Hauptstadt Bangkok unter Vertrag. Mit dem FC Kasetsart spielte er in der zweiten Liga, der Thai League 2. Kokkaews Spielstation von Juni 2017 bis Juni 2018 ist unbekannt.  Anfang 2019 wechselte er zum Ligakonkurrenten Sisaket FC. Für Sisaket stand er 15-mal in der zweiten Liga auf dem Spielfeld. Ende 2020 wurde sein Vertrag nicht verlängert.
Seit dem 1. Januar 2021 ist Kokkaew vertrags- und vereinslos.

## Erfolge
Udon Thani FC
- Regional League Division 2 – North/East

Meister: 2016